# 진천군 (왕족)
진천군 이희경(晋川君 李喜慶, 1591년 ~ 1664년)은 조선 중기의 왕족으로 덕흥대원군 증손이며, 선조의 백형 하원군의 손자이다. 본관은 전주, 휘는 희경(喜慶)이다.

## 생애
신묘(辛卯) 1591년(선조 24) 4월 26일 익성군 이향령(益城君 李享齡)과 진주군부인 소씨(晋州郡夫人 蘇氏) 사이에서 차남으로 태어났다. 외조부는 군수(郡守) 진주인(晋州人) 소수(蘇遂)이다. 초수 진천부정(晋川副正)에 책봉되었고, 하빈인(河濱人) 이정기(李挺期)의 딸로 현부인 하빈이씨(縣夫人 河濱李氏)를 아내로 맞았다.
1612년(광해 4) 대북파가 소북파를 제거하기 위해 일으킨 김직재 옥사(金直哉 獄事, 임자옥사) 때 동복동생 진릉군 이태경(晋陵君 李泰慶)을 왕으로 추대하였다는 대북파 이이첨(李爾瞻)의 모함을 받아 이때 온 가족이 연좌되어 정배되고, 진천군은 사천(泗川)에 정배되었다.
인조 즉위 후 신원되고, 진천도정(晋川都正)에 책봉되었다. 1637년(인조 15) 12월 14일 숙녕전(肅寧殿) 입번(入番)한 공로로 가자되어 이해 12월 15일 정의대부(正義大夫) 진천군(晋川君)에 가자되었다.
1651년(효종 2) 1월 10일 오위도총부 부총관(副摠管)에 제수되고, 1656년(효종 7) 7월 13일 종부시(宗簿寺)에서 거둥과 공회(公會) 때 진참(進參)하지 않았다고 청하여 파직되었다가 이해 12월 2일 서용(敍用)되었다.
갑진(甲辰) 1664년(현종 5) 11월 26일 향년 74세로 별세하여, 충남 논산시 은진면 선영 해좌로 예장하였다.

## 가족관계
- 아버지 : 익성군 이향령(益城君 李享齡)
- 어머니 : 진주군부인 소씨(晋州郡夫人 蘇氏), 군수(郡守) 진주인(晋州人) 소수(蘇遂)의 딸.
- 부인 : 현부인 하빈이씨(縣夫人 河濱李氏, 1585년 - 1663년), 하빈인(河濱人) 이정기(李挺期)의 딸.
  - 장남 : 이응한(李膺漢)
  - 2남 : 이계한(李啓漢)
  - 장녀 : 풍산인(豊山人) 홍우태(洪宇泰)에게 출가.
- 1후실 : 양녀(良女) 정희(正希)
  - 3남 : 이영한(李英漢)
- 2후실 : 양녀(良女) 득례(得禮)
  - 4남 : 이도한(李道漢)
- 3후실 : 양녀(良女) 주선(柱善)
  - 2녀 : 능성인(綾城人) 구도(具度)에게 출가.